# Erowid
Erowid, aussi appelé Erowid Center, est une organisation américaine à but non lucratif qui a pour but de fournir des informations sur les psychotropes naturels ou synthétiques, qu'ils soient légaux ou non, mais aussi sur les méthodes et pratiques censées permettre l'accès aux  états modifiés de conscience comme la méditation ou le rêve lucide.
Erowid documente les drogues légales et illégales, en incluant leurs effets souhaités et leurs effets néfastes ou dangereux. Les informations sur Erowid.org proviennent de sources diverses comme les publications scientifiques mais aussi les expériences du grand public avec les substances psychotropes, notamment sur les forums internets dédiés à ces substances. Erowid est dédié aussi bien à la publication d'informations nouvelles qu'à la construction d'une bibliothèque en ligne contenant des documents et des images déjà publiés ailleurs.

## Histoire
Erowid a été fondé en avril 1995 comme une petite organisation ; le site web Erowid.org a vu le jour six mois après. Le nom « Erowid » fut choisi pour refléter la philosophie de l'organisation. Le terme est basé sur des racines linguistiques proto-indo-européennes : la traduction approximative d'"Erowid" est "la sagesse de la Terre" ; "er" signifiant "Terre", "existence" ou "être né", et "wid" signifiant "le savoir/la sagesse" ou "voir". En 2005, l'organisation à but non lucratif Erowid Center est formée. L'organisation est supportée par des dons, et le site web ne contient pas de publicité. Bien que son objectif premier soit la documentation sur son site web, Erowid Center fournit aussi de la recherche et des données pour d'autres organisations de réduction des risques sanitaires, de santé et d'éducation. L'organisation est basée en Californie du Nord et ses serveurs principaux sont à San Francisco.